# Skarga konstytucyjna (Polska)
Skarga konstytucyjna – środek prawny ustanowiony jako impuls do usuwania z systemu prawa norm prawnych niezgodnych z Konstytucją.

## Opis
W myśl art. 79 ust. 1 Konstytucji oraz art. 76–80 ustawy z dnia 30 listopada 2016 r. o organizacji i trybie postępowania przed Trybunałem Konstytucyjnym (Dz.U. z 2019 r. poz. 2393) prawo wniesienia skargi konstytucyjnej ma każdy, kto uczestniczył w postępowaniu, w którym wyczerpano drogę prawną (czyli cały tok instancyjny i wszelkie inne środki prawne), a które zakończyło się wydaniem ostatecznego rozstrzygnięcia opartego na zakwestionowanym przepisie.
Skarga musi odpowiadać warunkom formalnym pisma procesowego ustanowionym przez Kodeks postępowania cywilnego oraz ustawę o organizacji i trybie postępowania przed Trybunałem Konstytucyjnym. Ponadto winna zostać sporządzona i podpisana przez adwokata lub radcę prawnego, chyba że składa ją, we własnej sprawie, sędzia, prokurator, notariusz albo profesor lub doktor habilitowany nauk prawnych. Treścią skargi konstytucyjnej jest żądanie, by Trybunał Konstytucyjny uznał wskazany przepis prawa za niezgodny z Konstytucją. Termin wniesienia skargi do Trybunału wynosi 3 miesiące od dnia doręczenia skarżącemu prawomocnego wyroku, ostatecznej decyzji lub innego ostatecznego rozstrzygnięcia. Termin ten jest terminem zawitym, co oznacza, że skarga wniesiona po upływie 3 miesięcy od doręczenia zaskarżonej decyzji lub wyroku nie będzie rozpatrywana.
Skargę rozpoznaje Trybunał Konstytucyjny na jawnej i publicznej rozprawie, po której wydaje wyrok. Uczestnikami postępowania są skarżący, organ, który wydał zakwestionowany akt normatywny i Prokurator Generalny. Może do niego również przystąpić Rzecznik Praw Obywatelskich, a niekiedy także organizacja pozarządowa, działająca w charakterze tzw. przyjaciela sądu.
Konsekwencją uwzględnienia skargi przez Trybunał jest utrata przez dany przepis mocy obowiązującej. Zaskarżony przepis traci moc w dniu opublikowania wyroku Trybunału w dzienniku urzędowym, w którym ogłoszony był zawierający niekonstytucyjne treści akt lub w wypadku, gdy nie był on ogłaszany, wyrok dotyczący zaskarżonego przepisu ogłoszony zostaje w Dzienniku Urzędowym Rzeczypospolitej Polskiej „Monitor Polski”. Trybunał Konstytucyjny może też określić późniejszą datę utraty mocy obowiązującej przez przepisy (maksymalnie 18 miesięcy od ogłoszenia wyroku w przypadku ustaw, 12 miesięcy w przypadku innych aktów normatywnych). Dalszą, cywilnoprawną konsekwencją takiego rozstrzygnięcia jest powstanie roszczenia o naprawienie szkody wyrządzonej przez wydanie aktu normatywnego. Podstawą prawną tego roszczenia jest art. 4171 § 1 kodeksu cywilnego, obowiązujący od 1 września 2004.